# Bedford-Wühlmaus
Die Bedford-Wühlmaus oder Herzog von Bedfords Wühlmaus (Proedromys bedfordi) ist eine Nagetierart aus der Unterfamilie der Wühlmäuse (Arvicolinae). Es handelt sich um die einzige Art der damit monotypischen Gattung Proedromys. Sie ist nur durch wenige Individuen aus dem Süden von Gansu und dem Norden von Sichuan in der Volksrepublik China belegt.

## Merkmale
Die Bedford-Wühlmaus erreicht eine Kopf-Rumpf-Länge von 7,5 bis 10,0 Zentimetern mit einem Schwanz von 1,4 bis 1,5 Zentimetern Länge. Die Hinterfußlänge beträgt 16 bis 17 Millimeter, die Ohrlänge 11 bis 14 Millimeter. Das Rückenfell besteht aus langen mattbraunen Haaren, die Bauchseite ist gräulich weiß. Der Schwanz ist zweifarbig mit einer braunen Oberseite und einer mattweißen Unterseite, er ist mit langen Haaren besetzt. Die Hände und Füße sind ebenfalls mattweiß.
Der Schädel hat eine Gesamtlänge von 25 bis 28 Millimeter. Er ist kräftig gebaut und im Profil stark gebogen mit deutlich ausgeprägten postorbitalen Vorsprüngen der Pars squamosa des Schläfenbeins. Der hintere Gaumen ist mit dem Flügelbein verbunden. Die Molaren sind wurzellos und wachsen entsprechend lebenslang. Die oberen Schneidezähne sind breit, stark gebogen und an der Vorderseite gefurcht. Der Schmelz der Molaren ist einfach angelegt. Die Weibchen besitzen vier Paar Zitzen, jeweils zwei im Brustbereich und in der Leistengegend.

## Verbreitung
Die Bedford-Wühlmaus kommt nur im Süden von Gansu und im Norden von Sichuan in der Volksrepublik China vor. Insgesamt sind nur drei Fundorte bekannt, auf einer Expedition im Jiuhaigou National Nature Reserve im Jahr 2003 wurden insgesamt 16 Individuen gefunden.

## Lebensweise
Über die Lebensweise der Bedford-Wühlmaus liegen nur sehr wenige Informationen vor und Nachweise der Art sind sehr selten. Die beiden bekannten Nachweise stammen aus Bergwäldern in Höhen von 2440 bis 2550 Metern.

## Systematik
Die Bedford-Wühlmaus wird als einzige Art innerhalb der damit monotypischen Gattung Proedromys eingeordnet. Die wissenschaftliche Erstbeschreibung der Art und der Gattung stammt von dem britischen Zoologen Oldfield Thomas, der sie 1911 anhand von Individuen aus dem Gebiet nahe Minchow im Süden von Gansu beschrieb. Teilweise wurde die Art den Feldmäusen (Microtus) zugeordnet.
Benannt wurde die Art von Thomas nach Herbrand Arthur Russell, den 11. Duke of Bedford (1858–1940), der als Militär und Naturforscher Mitglied der Zoological Society of London und Förderer des British Museum war. Thomas benannte zudem den Goldenen Takin (Budorcas bedfordi) nach ihm, während er die Kleine Streifenspitzmaus (Sorex bedfordiae) nach seiner Frau Mary Russell, Duchess of Bedford benannte.

## Status, Bedrohung und Schutz
Die Bedford-Wühlmaus wird von der International Union for Conservation of Nature and Natural Resources (IUCN) als gefährdet (vulnerable) eingeordnet. Begründet wird dies mit dem sehr kleinen nachgewiesenen Verbreitungsgebiet mit nur drei nachgewiesenen Vorkommen. In diesem Gebiet ist die Art durch den Lebensraumverlust durch die Umwandlung von Waldgebieten in landwirtschaftliche Nutzflächen bedroht.

## Belege
1. 1 2 3 4 5  Darrin Lunde, Andrew T. Smith: Duke of Bedford's Vole. In: Andrew T. Smith, Yan Xie: A Guide to the Mammals of China. Princeton University Press, Princeton NJ 2008, ISBN 978-0-691-09984-2, S. 238.
2. 1 2 3 4 5  Proedromys bedfordi in der Roten Liste gefährdeter Arten der IUCN 2016.2. Eingestellt von: C.H. Johnston, A.T. Smith, 2008. Abgerufen am 9. November 2016.
3. ↑  Proedromys bedfordi. In: Don E. Wilson, DeeAnn M. Reeder (Hrsg.): Mammal Species of the World. A taxonomic and geographic Reference. 2 Bände. 3. Auflage. Johns Hopkins University Press, Baltimore MD 2005, ISBN 0-8018-8221-4.
4. ↑  Bo Beolens, Michael Grayson, Michael Watkins: The Eponym Dictionary of Mammals. Johns Hopkins University Press, 2009; S. 34; ISBN 978-0-8018-9304-9.